# Quimioterapia
La quimioterapia es una técnica terapéutica que consiste en la administración de sustancias químicas para el encogimiento de distintas afecciones, comúnmente asociada a la terapia contra el cáncer. 
En la actualidad es uno de los métodos terapéuticos más empleados, usando para ello una amplia variedad de fármacos antineoplásicos. Por lo general, actúan impidiendo que las células cancerosas crezcan, se dividan y produzcan más células. Debido a que las células cancerosas generalmente crecen y se dividen más rápido que las células normales, la quimioterapia tiene más efecto sobre las células cancerosas. Sin embargo, los medicamentos que se usan para la quimioterapia son poderosos y pueden causar daño a las células sanas. Este daño causa los efectos secundarios relacionados con la quimioterapia.
La quimioterapia se administra de forma que el equipo de atención médica pueda administrar quimioterapia en la clínica, el consultorio del médico o el hospital. Algunos tipos de quimioterapia se administran por vía oral, y se pueden tomar en el hogar.

## Reseña histórica
El término quimioterapia se refiere de forma general al tratamiento del cáncer aunque su significado histórico es más amplio. En un sentido más simple, la quimioterapia hace referencia al uso de fármacos antineoplásicos o medicamentos quimioterapéuticos para combatir el cáncer. Como tal, el término también ha sido usado para el uso no oncológico, como el uso de antibióticos (quimioterapia antibacteriana). En ese sentido, el primer agente quimioterapéutico moderno fue la arsfenamina, un compuesto de arsénico descubierto en 1909 y usado para tratar la sífilis. Más tarde, le siguieron las sulfamidas y la penicilina. Otros usos que han sido denominados quimioterapia son el tratamiento de las enfermedades autoinmunes, tales como la esclerosis múltiple, dermatomiositis, polimiositis, lupus, artritis reumatoide y la supresión de rechazo de trasplantes (véase inmunosupresión).
La quimioterapia específica para el cáncer se inició en la década de 1940, con los primeros usos del gas mostaza y drogas antagónicas al ácido fólico como agentes antineoplásicos.

## Terapia contra el cáncer
Los fármacos empleados en la quimioterapia antineoplásica por lo general, actúan impidiendo que las células cancerosas crezcan, se dividan y produzcan más células. Los principales medicamentos se conocen como citostáticos o citotóxicos. La quimioterapia se usa de distintas maneras en diferentes momentos. Esto incluye lo siguiente:
- Para el cáncer que se desplaza por medio del sistema vascular o linfático y forma nuevos tumores, es el propósito de cáncer metastásico.
- Después de una cirugía o la radioterapia, se eliminan las células microscópicas cancerígenas que pueden haber viajado a otras partes del cuerpo, se nombra quimioterapia adyuvante.
- Como único tratamiento. Por ejemplo, para tratar cánceres de la sangre o el sistema linfático, como la leucemia y el linfoma.
- El cáncer que después de un tratamiento vuelve a aparecer, se nombra cáncer recurrente; por ejemplo el cáncer de mama recurrente.
- Antes de la cirugía o radioterapia, para reducir los tumores se necesita la quimioterapia neoadyuvante.

### Usos de la quimioterapia
La quimioterapia no suele ser el único tratamiento del cáncer, ya que se suele combinar con cirugía y radioterapia, modalidad que se llama tratamiento combinado o multidisciplinar.
Según la finalidad y la combinación farmacológica, se distinguen los siguientes tipos de quimioterapia:
- Curativa: su objetivo es curar la enfermedad, cuando esta se encuentra en una fase apta para ello.

- Paliativa: su intención es controlar los síntomas producidos por el tumor, el cual se encuentra ya en una fase avanzada e inoperable. Por ello, se busca mejorar en la medida de lo posible la calidad de vida del enfermo así como aumentar su supervivencia.

- Adyuvante: se administra generalmente después de un tratamiento principal como es la cirugía, para disminuir la incidencia de la metástasis.

- Neoadyuvante o de inducción: se inicia antes de cualquier tratamiento quirúrgico o de radioterapia, con la finalidad de evaluar la efectividad del tratamiento. Disminuye el estadio tumoral, pudiendo mejorar los resultados de la cirugía y de la radioterapia y, en algunas ocasiones, la respuesta obtenida al llegar a la cirugía es factor pronóstico.

- Monoquimioterapia: administración de un solo fármaco antitumoral. Consiste en una juiciosa rotación de los fármacos disponibles (monoquimioterapia secuencial), en ciclos en los que se administra un único compuesto hasta lograr el control de la patología o hasta demostrar evidencia clínica de su ineficacia. Con monoquimioterapia, las neoplasias que mejor responden (leucemias y linfomas) difícilmente superan el 30 por ciento de remisión, mientras que en los tumores sólidos, tratados incluso con fármacos más eficaces y en las condiciones más favorables, no hay respuesta adecuada más allá del 10-15 por ciento. Por dicha razón, la aplicación de la monoquimioterapia secuencial halla hoy día aplicación restringida en el tratamiento de las neoplasias.

- Poliquimioterapia: combinación de varios citotóxicos que actúan con diferentes mecanismos de acción, sinérgicamente, con el fin de disminuir la dosis de cada fármaco individual y aumentar la potencia terapéutica de todas las sustancias juntas. Suele estar definida según el tipo de fármacos que forman la asociación, dosis y tiempo en el que se administra, formando un esquema de quimioterapia.

- Radioquimioterapia concomitante: se administra de forma concurrente o a la vez con la radioterapia, con el fin de potenciar el efecto de la radiación o de actuar espacialmente con ella, es decir, potenciar el efecto local de la radiación y actuar de forma sistémica con la quimioterapia.

Tanto en la mono como en la poliquimioterapia, y de acuerdo tanto con las guías de manejo como de las condiciones clínicas del paciente, puede administrarse, de manera concomitante con los antineoplásicos, medicamentos para el manejo de los síntomas secundarios, como son el ondansetrón (antiemético), la amifostina (nefroprotección), el dexrazoxano (cardioprotección), la mesna (usado para reducir la irritación vesical) o la dexametasona.

### Mecanismo de acción
El objetivo esencial de la quimioterapia es destruir las células del tumor, con el fin de lograr la desaparición, detención o reducción de la enfermedad. Los fármacos empleados en este tipo de tratamiento son denominados antineoplásicos o quimioterápicos.
El proceso de división de las células sanas está estrictamente regulado por unos mecanismos de control, que le indican a la célula cuándo dividirse. Los tumores malignos se caracterizan precisamente por lo contrario, ya que están formados por células alteradas capaces de multiplicarse descontroladamente e incluso de invadir y afectar a órganos colindantes o a distancia, lo que se denomina metástasis. Así, la quimioterapia actúa en la fase de división de la célula tumoral, impidiendo su multiplicación y finalmente destruyéndolas. Con el tiempo, si la quimioterapia funciona, se conseguirá una disminución o desaparición del tumor maligno.
Los fármacos anticancerosos llegan prácticamente a todos los tejidos del organismo, sin diferenciar las células malignas de las sanas. Esto provoca en el paciente una serie de efectos secundarios, que en general desaparecen una vez finalizado el tratamiento. Las células sanas que con más frecuencia son dañadas implican las células de la médula ósea, del tracto digestivo y del folículo piloso, lo que da lugar a los efectos secundarios más comunes de la quimioterapia, que son: inmunosupresión, astenia, mucositis y alopecia, entre otros. Tales efectos suelen ser transitorios, aunque si no llegan a ser controlados o tolerados por el paciente pueden producir toxicidad y llevar a suspender, como consecuencia, el tratamiento quimioterápico temporalmente.
Por ello, en un intento de mitigar los efectos secundarios, en los últimos años se han diseñado medicamentos contra el cáncer que actúan directamente contra las proteínas anormales de las células cancerosas, lo que se denomina terapia dirigida, comúnmente conocida como inmunoterapia.

### Tipos de fármacos antitumorales

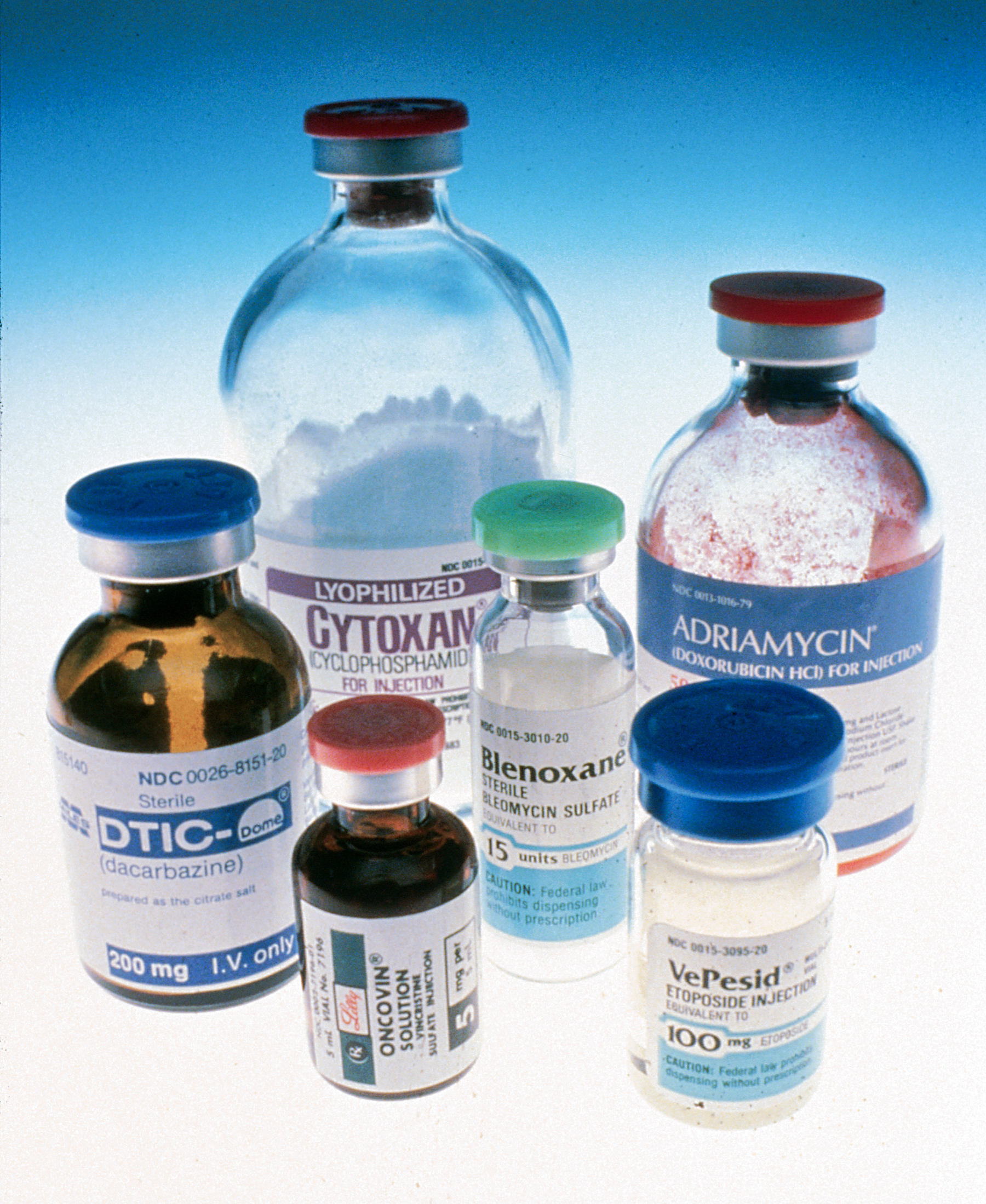
Seis botellas de diferentes tipos de medicamentos contra el cáncer. En el sentido de las agujas del reloj desde el centro: Blenoxane (bleomicina), Oncovin (vincristina), DTIC-Dome (dacarbazina), Cytoxan (ciclofosfamida), Adriamycin (doxorrubicina) y VePesid (etopósido).

Existen más de cien fármacos antineoplásicos, que se suelen clasificar en los siguientes grupos:
- Agentes alquilantes: su mecanismo de acción general, es el daño inducido al ADN celular (tanto neoplásico como sano) al incorporar grupos alquilo, y de esta manera alterar o evitar la duplicación celular. Ejemplos: clorambucil, melfalán.
- Antimetabolitos: sustancias análogas a componentes naturales:
  - Análogo del ácido fólico: metotrexato.
  - Análogo de la purina: 6-mercaptopurina.
  - Análogos de la pirimidina: 5-fluorouracilo, ara-c.
- Alcaloides de la vinca: etopósido, tenipósido, vincristina, vinblastina.
- Derivados del platino.

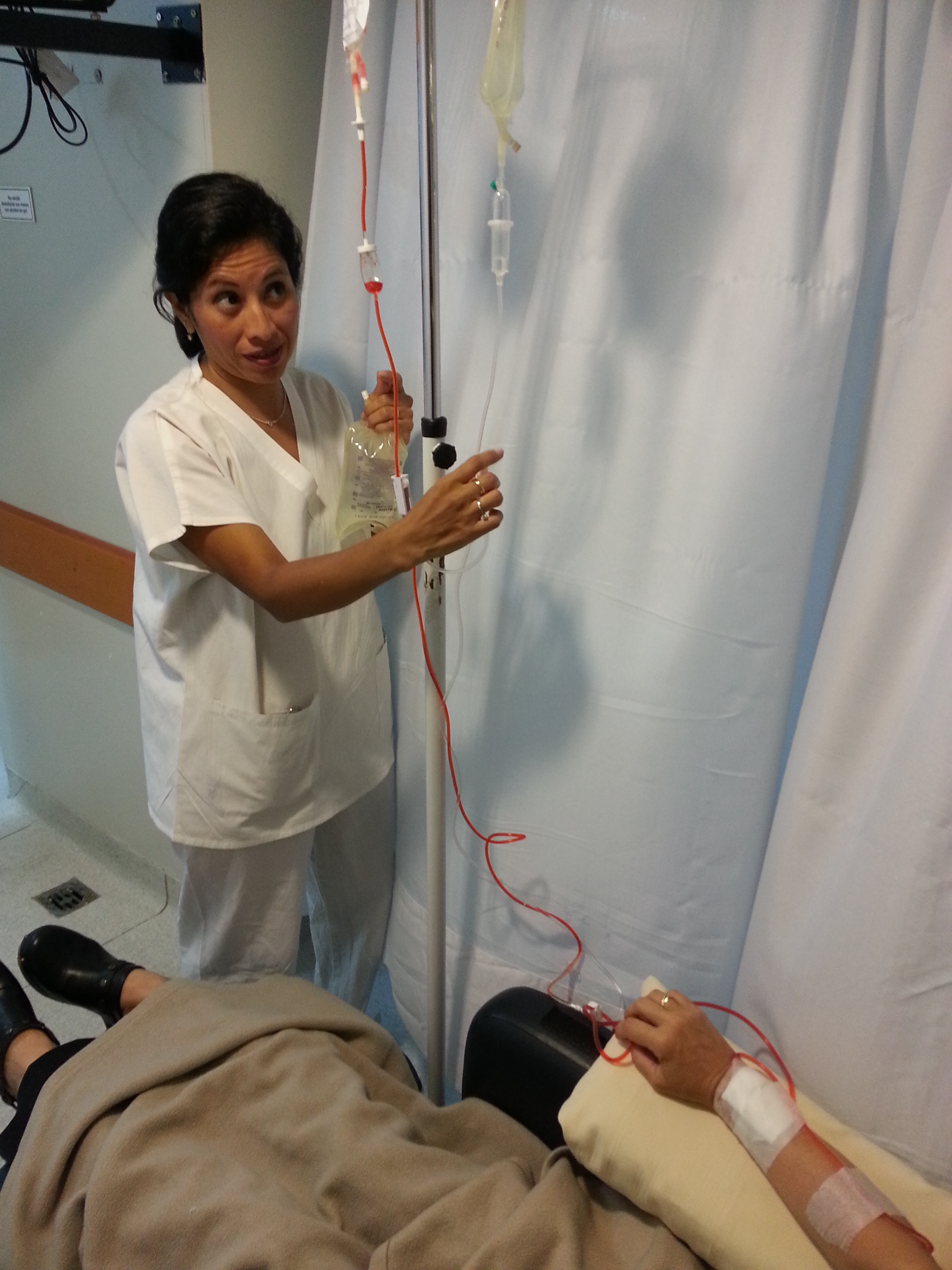
Administración intravenosa de doxorrubicina. Este medicamento se utiliza a menudo en quimioterapia combinada para combatir diferentes tipos de cáncer, usualmente como componente de diversos regímenes de tratamiento. La doxorrubicina presenta un color rojo característico.

Algunos de los principios activos citostáticos son los siguientes:
- Aldesleukina. Se emplea para el tratamiento del carcinoma metastásico de células renales.
- Bexaroteno. Se utiliza en el tratamiento de linfomas cutáneos como la micosis fungoide.
- Bleomicina. Se emplea para el tratamiento de linfoma de Hodgkin.
- Capecitabina. Se emplea para el tratamiento de cáncer de colon, cáncer de mama.
- Carboplatino. Se emplea en carcinoma de ovario, pulmonar, epidermoide de cabeza y cuello y tratamiento neoadyuvante de carcinoma de vejiga.
- Cisplatino. Se emplea para el carcinoma metastásico testicular, de ovario y avanzado de vejiga, así como el carcinoma refractario de células escamosas de cabeza y cuello.
- Docetaxel. Agente antimicrotúbulo indicado en el tratamiento del cáncer de mama avanzado (1.ª y 2.ª línea), cáncer de mama adyuvante, cáncer de pulmón no microcítico (1.ª y 2.ª línea), cáncer de próstata metastásico, cáncer gástrico y cáncer de cabeza y cuello. Su nombre comercial es Taxotere.
- Doxorrubicina. Antibiótico antitumoral, su nombre comercial es Adriblastina.
- Epirrubicina. Es un antibiótico citostático del grupo de las antraciclinas.
- Fludarabina. La fludarabina fosfato se utiliza en el tratamiento de pacientes con leucemia linfocítica crónica de células B (LLC).
- Gemzar. Nombre comercial de la gemcitabina, que suele usarse en el tratamiento del cáncer pancreático.
- Irinotecan. Se receta para el tratamiento de cáncer colorrectal avanzado y también se integra en esquemas de poliquimioterapia como FOLFIRINOX.
- Metotrexato. Se utiliza además de para la quimioterapia antineoplásica, en artritis reumatoide, psoriasis, poliomielitis, sarcoidosis y artritis reactiva.
- Mitoxantrona. Se emplea en el tratamiento del carcinoma de mama metastásico y linfoma no hodgkiniano.
- Oxaliplatino. Está autorizado para el tratamiento de primera línea del cáncer colorrectal metastásico en asociación con 5-fluorouracilo y leucovorina, y para el tratamiento adyuvante del cáncer de colon en estadio III. Asimismo, se integra dentro del esquema FOLFIRINOX para el cáncer pancreático.
- Paclitaxel. Es un medicamento que se emplea para el tratamiento de ciertas enfermedades de ovario, mama y pulmón. Asimismo, se ha generalizado en la actualidad su uso en combinación con nanopartículas de albúmina y gemcitabina, lo que se comercializa con el nombre de Abraxane.
- Rituximab. Se usa en el tratamiento del linfoma de Hodgkin.
- Vinblastina y vincristina. Son medicamentos oncolíticos, que ocasionan la interrupción de la división celular en la etapa de la metafase.
- Vinorelbina. Se utiliza en el control de ciertas enfermedades localizadas en el tórax (pulmonar y mamas).

### Administración
La quimioterapia se administra por ciclos, alternando períodos de tratamiento con periodos de descanso. Esto es fundamental para proporcionar a las células sanas del organismo el tiempo necesario para recuperarse, de tal forma que sean capaces de tolerar un nuevo ciclo de tratamiento, con una toxicidad menor.
Dependiendo del tipo de cáncer, de su estadio, del estado del paciente y de los fármacos, la quimioterapia puede administrarse por vía intravenosa u vía oral.

#### Vía intravenosa
Es la vía de administración más empleada. A veces, para evitar pinchar repetidamente una vena fina o en tratamientos prolongados, se emplea un catéter, evitando así la flebitis.
Para la infusión de los medicamentos se utilizan bombas de infusión, que controlan el paso de la quimioterapia al interior del organismo.

#### Vía oral
Esta vía únicamente es posible para los fármacos que se pueden absorber por el estómago o intestino.

#### Lugar de administración
La preparación de la quimioterapia, previa autorización del oncólogo, se realiza generalmente en el servicio de farmacia del hospital, ya que se requieren unas medidas de seguridad importantes.
Los enfermeros expertos en la administración de quimioterapia son los encargados de colocar la vía y el sistema de infusión. La vía más utilizada es la de las venas subcutáneas o superficiales, del miembro superior. 
El tratamiento se suele administrar en un hospital de día.
En determinadas circunstancias, dependiendo del tipo de fármacos o como consecuencia de la toxicidad, es necesario ingreso hospitalario de varios días.

### Limitaciones
En primer lugar, la quimioterapia, al ser inespecífica, afecta a los tejidos sanos, dando lugar a efectos secundarios que si bien son transitorios pueden llegar a convertirse en crónicos. Esto puede debilitar extremadamente al paciente, sobre todo si la quimioterapia se administra por largos y continuos períodos de tiempo. Por otra parte, a medida que va progresando el tumor, las células pueden desarrollar resistencia a la quimioterapia, favoreciendo al desarrollo de la enfermedad. Por ello, es frecuente que el mismo fármaco se emplee en el tratamiento de distintos tumores, variando las dosis o combinándolo con otros fármacos distintos.

## Efectos secundarios
El tratamiento quimioterápico puede deteriorar a los pacientes con cáncer, ya que destruyen también las células normales, sobre todo las que se dividen más rápidamente. Estos efectos, si bien suelen ser transitorios, pueden llegar a convertirse en crónicos, lo que puede debilitar extremadamente al paciente, sobre todo si se administra por largos y continuos períodos de tiempo. En algunos casos, cuando los efectos secundarios son muy intensos, se produce toxicidad, lo que puede llevar al cese temporal del tratamiento antineoplásico. Los efectos secundarios dependen del agente quimioterápico y los más importantes son:
- Alopecia: es el efecto secundario más visible, debido al cambio de imagen corporal, y que más afecta psicológicamente a los enfermos. Sin embargo, la caída del cabello depende de la cantidad y del tipo de fármaco, no ocurriendo en todos los casos. Además, entre las cuatro y las seis semanas después de concluir el tratamiento, el cabello vuelve a crecer.
- Náuseas y vómitos, que pueden aliviarse con antieméticos como la metoclopramida o con antagonistas de los receptores tipo 3 de la serotonina, como dolasetron, granisetron y ondansetron.
- Diarrea o estreñimiento.
- Anemia, debido a la destrucción de la médula ósea, que disminuye el número de glóbulos rojos. A veces, hay que recurrir a la transfusión de sangre o a la administración de eritropoyetina para mitigar la anemia.
- Inmunodepresión: prácticamente todos los regímenes de quimioterapia pueden provocar una disminución de la efectividad del sistema inmune, como la neutropenia que puede conducir a la infección, a la sepsis y a la muerte si no se detecta y trata a tiempo. La neutropenia se puede solucionar con la administración de factor de crecimiento de colonias de granulocitos (G-CSF, del inglés granulocyte-colony stimulating factor) como el filgrastim.
- Hemorragia, debido a la disminución de plaquetas por destrucción de la médula ósea.
- Cardiotoxicidad: la quimioterapia aumenta el riesgo de enfermedades cardiovasculares (ejemplo: adriamicina).
- Hepatotoxicidad: afecta sobre todo al hígado y sus funciones.
- Nefrotoxicidad: afecta sobre todo a los riñones y sus funciones.
- Síndrome de lisis tumoral: ocurre con la destrucción por la quimioterapia de las células malignas de grandes tumores como los linfomas. Este grave y mortal efecto secundario se previene al inicio del tratamiento con diversas medidas terapéuticas.
- Disminución de los factores de coagulación: al encontrarse el cuerpo en estado de emergencia y debilitado, se atrofian varios procesos, incluyendo los factores de coagulación y si a eso le sumamos la disminución de plaquetas, el paciente tendrá dificultades para formar trombos.
- Ototoxicidad. Daño temporal o permanente de las células del oído interno, provocando tinnitus, vértigo, problemas de equilibrio y disminución auditiva.
- Esterilidad: algunas drogas quimioterapéuticas destruyen las células productoras de hormonas sexuales y gametos, incapacitando a la persona para procrear.
- Astenia
- Trastorno cognitivo

## Quimioterapia local
Es la forma de administración local (regional) de quimioterapia antineoplásica. El objetivo de la misma es conseguir concentraciones elevadas de un fármaco antineoplásico en la región tumoral con la menor toxicidad sistémica posible. Por ejemplo, la quimioterapia intracavitaria, bien sea intravesical, intraperitoneal, intrapleural, intradural, y la quimioterapia intraarterial. Dentro de este último grupo, está la perfusión regional aislada, la infusión intraarterial, y diferentes técnicas intermedias con un mayor o menor aislamiento de la circulación sanguínea regional a tratar. Otros ejemplos de quimioterapia intracavitaria: la instilación de mitomicina-c intravesical como tratamiento adyuvante del cáncer de vejiga, y la quimioterapia intraperitoneal como tratamiento adyuvante del cáncer de ovario.